# Goran Kartalija
Goran Kartalija, né le 17 janvier 1966 à Kljajićevo (Yougoslavie), est un footballeur autrichien évoluant au poste de défenseur.

## Carrière
Goran Kartalija évolue de 1988 à 1991 au FK Vojvodina Novi Sad en Yougoslavie, remportant le championnat en 1989, avant de rejoindre l'Autriche et le Wiener SC, où il reste une saison. Il s'engage ensuite pour le LASK Linz et y joue jusqu'en 1997. Durant cette période, il est sélectionné à quatre reprises en équipe d'Autriche de football. Kartalija rejoint ensuite l'OGC Nice avec lequel il joue le Trophée des champions 1997, mais les Niçois sont battus par l'AS Monaco sur le score de 5-2. Il termine sa carrière en 1999 après une saison à l'Admira Wacker.

## Statistiques
| Saison    | Club                  | Pays        | Division      | Championnat        | Coupes nationales | Coupe d'Europe | Sélection Autriche |
| --------- | --------------------- | ----------- | ------------- | ------------------ | ----------------- | -------------- | ------------------ |
| 1988-1989 | FK Vojvodina Novi Sad | Yougoslavie | Prva Liga     | 28 matchs / 1 but  | ?                 | -              | -                  |
| 1989-1990 | FK Vojvodina Novi Sad | Yougoslavie | Prva Liga     | 27 matchs          | ?                 | ?              | -                  |
| 1990-1991 | FK Vojvodina Novi Sad | Yougoslavie | Prva Liga     | 31 matchs          | ?                 | -              | -                  |
| 1991-1992 | Wiener SC             | Autriche    | Bundesliga    | -                  | ?                 | -              | -                  |
| 1992-1993 | Linzer ASK            | Autriche    | Bundesliga    | 14 matchs          | ?                 | -              | -                  |
| 1993-1994 | Linzer ASK            | Autriche    | Bundesliga    | 30 matchs          | ?                 | -              | -                  |
| 1994-1995 | Linzer ASK            | Autriche    | Bundesliga    | 33 matchs / 2 buts | ?                 | -              | -                  |
| 1995-1996 | LASK Linz             | Autriche    | Bundesliga    | 34 matchs          | ?                 | ?              | 2 matchs           |
| 1996-1997 | LASK Linz             | Autriche    | Bundesliga    | 34 matchs          | ?                 | ?              | 2 matchs           |
| 1997-1998 | OGC Nice              | France      | Division 2    | 37 matchs          | 2 matchs          | 4 matchs (C2)  | -                  |
| 1998-1999 | Admira Wacker         | Autriche    | 2. Bundesliga | -                  | ?                 | -              | -                  |

## Palmarès
- Vainqueur du Championnat de Yougoslavie de football 1988-1989 avec le FK Vojvodina Novi Sad.